# Вернер фон Гейденстам
Карл Гу́став Ве́рнер фон Ге́йденстам (швед. Carl Gustaf Verner von Heidenstam; 6 липня 1859, Ульсгаммар, тепер Ульсгаммарсґорден, лен Еребру,— 20 травня 1940, Евралід, лен Естерйотланд) — шведський письменник, член Шведської академії з 1912, лауреат Нобелівської премії з літератури 1916 року.

## Життя та творчість
Народився в сім'ї офіцера. Навчався живопису в Парижі. У молоді роки подорожував Близьким Сходом та Західною Європою; враження від цих мандрівок втілилися в вірші його першої ліричної збірки «Пілігримство й мандрівні роки» (1888, «Vallfart och vandringsår»). Поетичний дебют поставив Гейденстама на чолі неоромантичного напряму шведської літератури; в тематиці цих поезій багато східної екзотики; настрій переважно гедоністичний. Наступного року Гейденстам виступив з невеликим критичним трактатом «Ренесанс» («Renässans»), у якому полемічно відстоював свободу творчої уяви митця, культ краси, виступав проти натуралізму, який тоді був дуже популярний серед європейських літераторів, заперечував тенденційне мистецтво, визнавав лише естетичне, а не суспільну функції красного письменства. Такі ж ідеї він розвивав у памфлеті «Весілля Пепіти» («Pepitas bröllop», 1890), написаному в співавторстві з О. Левертіном.
Хоча Гейденстам більше відомий як прозаїк, але його поетична творчість тривала до кінця його життя. Він видав збірки ліричних поезій «Вірші» («Dikter», 1895), «Народ» («Ett folk», 1902), «Нові вірші» («Nya dikter», 1915), «Останні вірші» (вийшла посмертно 1942 року). З них «Вірші» та «Нові вірші» вважаються такими, що серйозно вплинули на подальший розвиток шведської поезії.
Перший роман письменника «Ендиміон» вийшов 1889 року і не був великим досягненням; він, як і перша поетична збірка, присвячений подорожі до Сирії. Значнішим виявився роман у прозі та віршах «Ганс Альєнус» («Hans Alienus», 1892), у якому відчутні і автобіографічні мотиви, і ідеалізація світу минувшини, і індивідуалізм ніцшеанського штибу.
Наприкінці дев'яностих років XIX століття Гейденстам звертається до національної історії, і твори, написані на цю тему, складають його найбільше творче досягнення. Серед них — збірки новел «Карл XII та його вояки» («Karolinerna»; перший том вийшов 1897 року, другий — 1898), «Святий Юрій і змій», («Sankt Göran och draken», 1900), повість «Проща святої Біргіти» («Heliga Birgittas pilgrimsfärd», 1901), двотомний роман «Дерево Фолькунгів» («Folkungaträdet»; перший том, «Folke Filbyter», вийшов 1905 року, другий, «Bjälboarvet» — 1907).
1912 року Вернер фон Гейденстам був обраний до Шведської академії, а 1916 року йому було присуджено Нобелівську премію.
Попри свої аполітичні настанови в літературі і своє ніцшеанство Гейденстам засуджував нацизм.
Наприкінці життя працював над мемуарами «Коли цвіли каштани» («När kastanjerna blommade»), які вийшли вже посмертно 1941 року.

## Зв'язки творчості фон Гейденстама з Україною
Тематика тих історичних творів фон Гейденстама, що присвячені епосі Карла XII, не може бути не пов'язана з Україною. Щоб краще опанувати матеріал, письменник здійснив 1896 року ретроспективну подорож по маршруту славетного шведського короля і взагалі по місцях, пов'язаних із подіями Північної війни у Східній Європі: Константинополь, Бендери, Полтава, Москва, Санкт-Петербург.
Відповідно і в Україні його творчість викликала зацікавлення в першу чергу через її тематику. Іван Франко переклав його новели «Шведи на Україні», «Чиста біла сорочка», «Гляди, отсе мої діти» і опублікував їх разом зі своєю передмовою в «Літературно-науковому віснику», числа 1 і 2 за 1908 рік. 1917 року Ольга Гаморак переклала оповідання Гейденстама «Мазепа і його посол». Удруге його переклав 1990 року Сергій Вакуленко. Під назвою «Мазепа та його посол» воно з'явилося в газеті «Вечірній Харків» (12 березня 1990 р., с. 7; 13 березня 1990 р., с. 6). Відомий також переклад «Мазепа і його амбасадор», який виконав скандинавський історик і публіцист українського походження Богдан Кентржинський.
- Вернер фон Гейденстам. «Воїни Карла ХІІ». — Буча: Видавництво Жупанського, 2015, 336 стор. ISBN 978-966-2355-63-5. Переклав Олег Король.